# Zinedin Zidan
Zinedin Zidan je splitski reggae sastav.

## Povijest sastava
Sastav je nastao 2007. kada su Vjeran Mišurac i Dean Dergić iz šale snimili pjesmu "Pantaghana", koja je ubrzo postala radijski hit. Nakon toga su oformili sastav, te su ga nazvali prema slavnom francuskom nogometašu Zinedinu Zidanu. Iduće godine pod izdavačkom kućom Dancing Bear objavljuju svoj debitantski album Heroj, a ne huligan, uz koji su objavili i singl "Kako san sa dizalice pa". Pjesme su uglavnom humorističnog sadržaja, u reggae/ska/funk stilu. Iste godine su nastupili i na Splitskom festivalu s pjesmom "Sidin i čekan", te su dobili nagradu CMC festivala za najboljeg novog izvođača.
Pored reggae glazbe, sastav je u pjesmama svirao i žešći rock zvuk, kao u Milena, my generation i sl. Hit iz 2010. je Banana Republic

## Članovi sastava
- Vjeran Mišurac - vokal, dodatni instrumenti
- Dean Dergić - gitara, prateći vokal
- Davor Ergo - bas-gitara
- Ivica Bilić - bubnjevi

## Diskografija
- Heroj, a ne huligan (2008.)
- Zidan forte (2010.)[4]

## Vanjske poveznice
- MySpace stranica
- Slobodna Dalmacija (razgovarala Tonka Ćubelić): Zinedin Zidan: Izdat će nas ka Juda Isusa, 18. veljače 2010.